# Celleporaria triangula
Celleporaria triangula är en mossdjursart som beskrevs av Seo 1994. Celleporaria triangula ingår i släktet Celleporaria och familjen Lepraliellidae. Inga underarter finns listade i Catalogue of Life.